# گری هربرت (قایقران روئینگ)
گری هربرت (انگلیسی: Garry Herbert؛ زادهٔ ۳ اکتبر ۱۹۶۹) قایقران روئینگ اهل بریتانیا است.
وی در مسابقات کشوری و بین‌المللی در مجموع برندهٔ ۱ مدال طلا شده‌است.